# Waipukurau
Waipukurau ist eine kleine Stadt im Central Hawke’s Bay District der Region Hawke’s Bay auf der Nordinsel von Neuseeland.

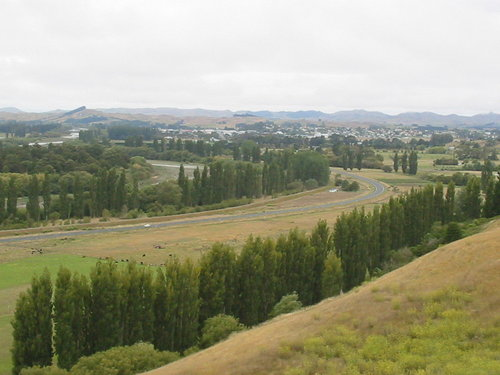
Blick auf Waipukurau

## Namensherkunft
Der Name der Stadt wird in der Sprache der Māori aus den beiden Begriffen „wai“ für Wasser und „pukurau“ für einen großen weißen Pilz (clathrus cibarium) gebildet, der in der Gegend wächst und in Wasser geweicht, genießbar ist.

## Geographie
Die Stadt befindet sich rund 46 km südwestlich von Hastings und rund 45 km nordöstlich von Dannevirke am südlichen Ufer des Tukituki River. Der Nächstliegende Ort ist Waipawa, knapp 7 km in nördliche Richtung. Durch Waipukurau führt der New Zealand State Highway 2, der die Stadt mit den Städten der Hawke’s Bay im Nordosten verbindet und nach Südwesten mit Dannevirke und Woodville. Der Bahnhof von Waipukurau liegt an der Bahnstrecke Palmerston North–Gisborne. Seit 2001 fahren hier aber keine Personenzüge mehr.

## Geschichte
Es war der Siedler Henry Robert Russell, der 1867 von den ortsansässigen Māori Land ihres ehemaligen Pā (Dorf) kaufte und Parzellen für 99 Jahre für wenig Geld verpachtete. Er ließ Cottages errichten, für jeden der es dringend benötigte und formte so eine kleine Community, in der er Platz für eine Schule, eine Kirche, ein Rathaus, für ein Krankenhaus und einen Friedhof, zur Verfügung stellte und verschiedene kurzlebige Unternehmen gründete. Russell und seine Frau Susanna, zusammen mit seiner Schwägerin Harriet Herbert, waren in dem Ort für ihre Großzügigkeit bekannt und Russell Waipukuraus einflussreichster Mann.
1912 erhielt der Ort nach damaligen Maßgaben den Status einer Stadt verliehen und wurde 1977 mit dem Waipukurau County zum Waipukurau District verschmolzen.

## Bevölkerung
Zum Zensus des Jahres 2013 zählte der Ort 3741 Einwohner, 6,6 % weniger als zur Volkszählung im Jahr 2006.

## Wirtschaft
Waipukurau ist Dienstleistungs- und Handelszentrum der Region, dessen Haupterwerbsquelle die Schafzucht darstellt. In der Stadt selbst befinden sich Industrieunternehmen, der holzverarbeitenden Branche, Hersteller von landwirtschaftlichen Maschinen und Betonprodukten.
Die meisten Arbeitsplätze sind saisonal und entweder von dem fleischverarbeitenden Unternehmen Bernard Matthew's New Zealand Ltd. oder dem Land- und Gartenbau der Umgebung abhängig.

## Persönlichkeiten
- Errol Brathwaite – Schriftsteller
- Westley Gough (* 1988) – Radrennfahrer